# ميخائيل الثالث
ميخائيل الثالث (باليونانية: Μιχαήλ Γ΄ ο Μέθυσος)‏ ((باليونانية: Μιχαήλ Γʹ)‏، (842-867)هو ابن الإمبراطور ثيوفيلوس والدته ثيودورا Theodora التي كان لها دوراً هاماً بإعادة إحياء الكنيسة الأرثودكسية وكانت الوصية على العرش والحاكمة الفعلية لحين بلوغ ميخائيل السن القانونية لتبوّأ العرش.
يصف الكثير من المؤرخين البيزنطيين الإمبراطور ميخائيل الثالث بطريقة سلبية نظراً لعدم جديته وانغماسه بشرب الخمر حتى السكر المتواصل وانعدام التقوى والتديّن لديه.[بحاجة لمصدر] ويشبّهه الكثير منهم بالقيصر الروماني الشهير كاليجولا الذي كان رمزاً للانحلال الأخلاقي. لكن المؤرخ المعاصر جريجوار H. Gregoire يرى أن هؤلاء المؤرخين قد ظلموا ميخائيل الثالث الذي اعتبره جريجوار إمبراطوراً فذاً أحاط نفسه بنخبة المستشارين وحقق انتصارات عدة على الجبهة الشرقية وانتصاراً باهراً على الروس في 860- 861. توفي اغتيالاً عام 867م وهو في منتصف العشرينات من العمر.